# Westminsterský statut z roku 1931
Westminsterský statut z roku 1931 je zákon Parlamentu Spojeného království, který významně zvýšil autonomii dominií Britského impéria a zásadně tak ovlivnil dějiny zemí, jako je Kanada či Austrálie. Zákon byl schválen 11. prosince 1931 a uváděl do legislativy starší politické deklarace, zejména Balfourovu deklaraci z roku 1926. Vzhledem k tomu, že zákon odstranil téměř veškerou pravomoc britského parlamentu vydávat zákony pro dominia, byl to zásadní krok k tomu, aby se tato dominia stala samostatnými, nezávislými a suverénními státy. Upravené verze statutu jsou stále součástí práva v Austrálii a Kanadě, zcela zrušen byl na Novém Zélandu a v zemích, které vystoupily z Commonwealthu (Irsko, Jihoafrická republika). Poslední možnosti Británie (jakkoli nikdy nevyužívané) ovlivňovat zákonodárství Kanady byly zrušeny kanadským zákonodárstvím roku 1982, australským roku 1986. V Kanadě je 11. prosinec je připomínán jako Statut Westminster Day a v tento den je na státních úřadech vedle kanadské vyvěšována i britská vlajka (Kanadským zákonodárstvím nazývána "vlajka královské unie"). 